# Вулиця Над'ярна (Львів)
Вулиця Над'ярна — вулиця у Личаківському районі міста Львова, місцевість Великі Кривчиці. Пролягає від вулиці Глинянський Тракт углиб забудови, завершується глухим кутом. Прилучається вулиця Курінна.

## Історія та забудова
Вулиця виникла у складі селища Кривчиці, з 1930-х років мала назву Піскова. У 1962 році, коли Кривчиці увійшли до складу Львова, отримала сучасну назву — Над'ярна.
Забудована одноповерховими будинками 1930-х років і двоповерховими садибами 2000-х років.